# Puž stožac
Conus (puž stožac, puž čunjaš, puž čunj), rod morskih puževa prednjoškržnjaka iz porodice Conidae. Sastoji se od preko 750 priznatih vrsta (756 priznatih). Puževi stošci ili čunjaši žive u Indijskom i Tihom oceanu, kao i u Sredozemnom moru, poglavito na pješčanim dnima i stjenovitim obalama.

## Sinonimi
Sinonimi:
- Afonsoconus Tucker & Tenorio, 2013
- Africonus Petuch, 1975
- Afroconus Petuch, 1975 [lapsus]
- Arubaconus Petuch, 2013
- Asprella Schaufuss, 1869
- Atlanticonus Petuch & Sargent, 2012
- Attenuiconus Petuch, 2013
- Austroconus Tucker & Tenorio, 2009
- Bermudaconus Petuch, 2013
- Brasiliconus Petuch, 2013
- Calamiconus Tucker & Tenorio, 2009
- Calibanus da Motta, 1991
- Cariboconus Petuch, 2003
- Chelyconus  Mörch, 1852
- Cleobula Iredale, 1930
- Conasprella (Varioconus) da Motta, 1991
- Conasprelloides Tucker & Tenorio, 2009
- Continuconus Tucker & Tenorio, 2013
- Conus (Afonsoconus) Tucker & Tenorio, 2013
- Conus (Asprella) Schaufuss, 1869
- Conus (Atlanticonus) Petuch & Sargent, 2012
- Conus (Attenuiconus) Petuch, 2013
- Conus (Austroconus) Tucker & Tenorio, 2009
- Conus (Bermudaconus) Petuch, 2013
- Conus (Brasiliconus) Petuch, 2013
- Conus (Calibanus) da Motta, 1991
- Conus (Chelyconus)  Mörch, 1852
- Conus (Conus) Linnaeus, 1758
- Conus (Coronaxis) Swainson, 1840
- Conus (Cylinder) Montfort, 1810
- Conus (Cylindrella) Swainson, 1840
- Conus (Darioconus) Iredale, 1930
- Conus (Dauciconus) Cotton, 1945
- Conus (Dendroconus) Swainson, 1840
- Conus (Ductoconus) da Motta, 1991
- Conus (Elisaconus) Tucker & Tenorio, 2013
- Conus (Embrikena) Iredale, 1937
- Conus (Eremiconus) Tucker & Tenorio, 2009
- Conus (Eugeniconus) da Motta, 1991
- Conus (Floraconus) Iredale, 1930
- Conus (Fraterconus) Tucker & Tenorio, 2013
- Conus (Fulgiconus) da Motta, 1991
- Conus (Gastridium) Modeer, 1793
- Conus (Genuanoconus) J. K. Tucker & Tenorio, 2009
- Conus (Harmoniconus) da Motta, 1991
- Conus (Hermes) Montfort, 1810
- Conus (Kalloconus) da Motta, 1991
- Conus (Kellyconus) Petuch, 2013
- Conus (Kioconus) da Motta, 1991
- Conus (Klemaeconus) Tucker & Tenorio, 2013
- Conus (Lamniconus) da Motta, 1991
- Conus (Lautoconus) Monterosato, 1923
- Conus (Leporiconus) Iredale, 1930
- Conus (Leptoconus) Swainson, 1840
- Conus (Lindaconus) Petuch, 2002
- Conus (Lithoconus)  Mörch, 1852
- Conus (Lividoconus) Wils, 1970
- Conus (Magelliconus) da Motta, 1991
- Conus (Malagasyconus) Monnier & Tenorio, 2015
- Conus (Monteiroconus) da Motta, 1991
- Conus (Papyriconus) Tucker & Tenorio, 2013
- Conus (Phasmoconus)  Mörch, 1852
- Conus (Pionoconus)  Mörch, 1852
- Conus (Plicaustraconus) Moolenbeek, 2008
- Conus (Pseudonoduloconus) Tucker & Tenorio, 2009
- Conus (Pseudopterygia) Tucker & Tenorio, 2013
- Conus (Puncticulis) Swainson, 1840
- Conus (Purpuriconus) da Motta, 1991
- Conus (Pyruconus) Olsson, 1967
- Conus (Quasiconus) Tucker & Tenorio, 2009
- Conus (Rhizoconus)  Mörch, 1852
- Conus (Rubroconus) Tucker & Tenorio, 2013
- Conus (Sandericonus) Petuch, 2013
- Conus (Sciteconus) da Motta, 1991
- Conus (Splinoconus) da Motta, 1991
- Conus (Spuriconus) Petuch, 2003
- Conus (Stephanoconus)  Mörch, 1852
- Conus (Strategoconus) da Motta, 1991
- Conus (Strioconus) Thiele, 1929
- Conus (Tesselliconus) da Motta, 1991
- Conus (Textilia) Swainson, 1840
- Conus (Theliconus) Swainson, 1840
- Conus (Turriconus) Shikama & Habe, 1968
- Conus (Virgiconus) Cotton, 1945
- Conus (Virroconus) Iredale, 1930
- Conus (Vituliconus) da Motta, 1991
- Cornutoconus Suzuki, 1972
- Coronaxis Swainson, 1840
- Coronaxis (Cylindrella) Swainson, 1840
- Coronaxis (Tuliparia) Swainson, 1840
- Cucullus Röding, 1798
- Cylinder Montfort, 1810
- Cylindrus Batsch, 1789
- Darioconus Iredale, 1930
- Dauciconus Cotton, 1945
- Dendroconus Swainson, 1840
- Dendroconus (Erythroconus) da Motta, 1991
- Dendroconus (Harmoniconus) da Motta, 1991
- Dendroconus (Ketyconus) da Motta, 1991
- Dendroconus (Lithoconus) Mörch, 1852
- Dendroconus (Sciteconus) da Motta, 1991
- Dendroconus (Socioconus) da Motta, 1991
- Dendroconus (Splinoconus) da Motta, 1991
- Dendroconus (Strioconus) Thiele, 1929
- Dendroconus (Tesselliconus) da Motta, 1991
- Ductoconus da Motta, 1991
- Dyraspis Iredale, 1949
- Elisaconus Tucker & Tenorio, 2013
- Embrikena Iredale, 1937
- Eremiconus Tucker & Tenorio, 2009
- Erythroconus da Motta, 1991
- Eugeniconus da Motta, 1991
- Floraconus Iredale, 1930
- Floraconus (Sciteconus) da Motta, 1991
- Fraterconus Tucker & Tenorio, 2013
- Fulgiconus da Motta, 1991
- Gastridium Modeer, 1793
- Genuanoconus Tucker & Tenorio, 2009
- Gladioconus Tucker & Tenorio, 2009
- Gradiconus da Motta, 1991
- Graphiconus da Motta, 1991
- Harmoniconus da Motta, 1991
- Hermes Montfort, 1810
- Hermes (Heroconus) da Motta, 1991
- Hermes (Hermes) da Motta, 1991
- Isoconus Tucker & Tenorio, 2013
- Kalloconus da Motta, 1991
- Kalloconus (Trovaoconus) ) J. K. Tucker & Tenorio, 2009
- Kellyconus Petuch, 2013
- Ketyconus da Motta, 1991
- Kioconus da Motta, 1991
- Kioconus (Isoconus) J. K. Tucker & Tenorio, 2013
- Kioconus (Ongoconus) da Motta, 1991
- Klemaeconus Tucker & Tenorio, 2013
- Kurodaconus Shikama & Habe, 1968
- Lamniconus da Motta, 1991
- Lautoconus Monterosato, 1923
- Lautoconus (Lautoconus) Monterosato, 1923
- Leporiconus Iredale, 1930
- Leptoconus Swainson, 1840
- Leptoconus (Calibanus) da Motta, 1991
- Leptoconus (Chelyconus) Mörch, 1852
- Leptoconus (Gradiconus) da Motta, 1991
- Leptoconus (Graphiconus) da Motta, 1991
- Leptoconus (Lamniconus) da Motta, 1991
- Leptoconus (Phasmoconus) Mörch, 1852
- Leptoconus (Protoconus) da Motta, 1991
- Leptoconus (Purpuriconus) da Motta, 1991
- Leptoconus (Rhizoconus) Mörch, 1852
- Leptoconus (Thoraconus) da Motta, 1991
- Lindaconus Petuch, 2002
- Lithoconus  Mörch, 1852
- Lividiconus [lapsus]
- Lividoconus Wils, 1970
- Magelliconus da Motta, 1991
- Miliariconus Tucker & Tenorio, 2009
- Mitraconus Tucker & Tenorio, 2013
- Monteiroconus da Motta, 1991
- Nataliconus Tucker & Tenorio, 2009
- Nimboconus Tucker & Tenorio, 2013
- Nitidoconus Tucker & Tenorio, 2013
- Nubecula Herrmanssen, 1847
- Papyriconus Tucker & Tenorio, 2013
- Phasmoconus  Mörch, 1852
- Phasmoconus (Fulgiconus) da Motta, 1991
- Phasmoconus (Graphiconus) da Motta, 1991
- Phasmoconus (Phasmoconus) Mörch, 1852
- Pictoconus Limpalaër & Monnier, 2018
- Pionoconus  Mörch, 1852
- Plicaustraconus Moolenbeek, 2008
- Poremskiconus Petuch, 2013
- Protostrioconus Tucker & Tenorio, 2009
- Pseudohermes Tucker & Tenorio, 2013
- Pseudonoduloconus Tucker & Tenorio, 2009
- Pseudopterygia Tucker & Tenorio, 2013
- Puncticulis Swainson, 1840
- Purpuriconus da Motta, 1991
- Pyruconus Olsson, 1967
- Quasiconus Tucker & Tenorio, 2009
- Regiconus Iredale, 1930
- Rhizoconus  Mörch, 1852
- Rhombiconus Tucker & Tenorio, 2009
- Rolaniconus Tucker & Tenorio, 2009
- Rollus Montfort, 1810
- Rubroconus Tucker & Tenorio, 2013
- Sandericonus Petuch, 2013
- Sciteconus da Motta, 1991
- Seminoleconus Petuch, 2003
- Spuriconus Petuch, 2003
- Stellaconus Tucker & Tenorio, 2009
- Stephanoconus  Mörch, 1852
- Strategoconus da Motta, 1991
- Strategoconus (Vituliconus) da Motta, 1991
- Strioconus Thiele, 1929
- Sulciconus Bielz, 1869
- Taranteconus Azuma, 1972
- Tenorioconus Petuch & Drolshagen, 2011
- Tesselliconus da Motta, 1991
- Textilia Swainson, 1840
- Textiliinae da Motta, 1995
- Thalassiconus Tucker & Tenorio, 2013)
- Thoraconus da Motta, 1991
- Trovaoconus Tucker & Tenorio, 2009
- Tuckericonus Petuch, 2013
- Turriconus Shikama & Habe, 1968
- Turriconus (Kurodaconus) Shikama & Habe, 1968
- Turriconus (Mitraconus) J. K. Tucker & Tenorio, 2013
- Turriconus (Turriconus ) Shikama & Habe, 1968
- Utriculus Schumacher, 1817
- Varioconus da Motta, 1991
- Virgiconus Cotton, 1945
- Virroconus Iredale, 1930
- Vituliconus da Motta, 1991

## Vrste
1. Conus abbas Hwass in Bruguière, 1792
2. Conus abbreviatus Reeve, 1843
3. Conus abrolhosensis Petuch, 1987
4. Conus abruptus P. Marshall, 1918 †
5. Conus achatinus Gmelin, 1791
6. Conus acutangulus Lamarck, 1810
7. Conus adami Wils, 1988
8. Conus adamsonii Broderip, 1836
9. Conus advertex (Garrard, 1961)
10. Conus aemulus Reeve, 1844
11. Conus africanus Kiener, 1848
12. Conus aito Rabiller & Richard, 2014
13. Conus alabaster Reeve, 1849
14. Conus alainallaryi Bozzetti & Monnier, 2009
15. Conus albellus Röckel & Korn, 1990
16. Conus albuquerquei Trovão, 1978
17. Conus alconnelli da Motta, 1986
18. Conus alexandrei (Limpalaër & Monnier, 2012)
19. Conus alexandremonteiroi (Cossignani, 2014)
20. Conus alexandrinus Kaicher, 1977
21. Conus algoensis G. B. Sowerby I, 1834
22. Conus allamandi (Petuch, 2013)
23. Conus allaryi Bozzetti, 2008
24. Conus amadis Gmelin, 1791
25. Conus ambiguus Reeve, 1844
26. Conus ammiralis Linnaeus, 1758
27. Conus amphiurgus Dall, 1889
28. Conus amplus Röckel & Korn, 1992
29. Conus anabathrum Crosse, 1865
30. Conus anabelae Rolán & Röckel, 2001
31. Conus anaglypticus Crosse, 1865
32. Conus andamanensis E. A. Smith, 1879
33. Conus andremenezi Olivera & Biggs, 2010
34. Conus anemone Lamarck, 1810
35. Conus angasi Tryon, 1884
36. Conus angioiorum Röckel & Moolenbeek, 1992
37. Conus anosyensis Bozzetti, 2008
38. Conus anthonyi (Petuch, 1975)
39. Conus antoniaensis (Cossignani & Fiadeiro, 2014)
40. Conus antonioi (Cossignani, 2014)
41. Conus antoniomonteiroi Rolán, 1990
42. Conus aplustre Reeve, 1843
43. Conus arafurensis (Monnier, Limpalaër & Robin, 2013)
44. Conus araneosus [Lightfoot], 1786
45. Conus arangoi Sarasúa, 1977
46. Conus arawak (Petuch & R. F. Myers, 2014)
47. Conus archon Broderip, 1833
48. Conus arcuatus Broderip & G. B. Sowerby I, 1829
49. Conus ardisiaceus Kiener, 1850
50. Conus arenatus Hwass in Bruguière, 1792
51. Conus aristophanes G. B. Sowerby II, 1857
52. Conus armadillo Shikama, 1971
53. Conus armoricus Suter, 1917 †
54. Conus artoptus G. B. Sowerby I, 1833
55. Conus asiaticus da Motta, 1985
56. Conus ateralbus Kiener, 1850
57. Conus athenae Filmer, 2011
58. Conus atimovatae (Bozzetti, 2012)
59. Conus atlanticoselvagem Afonso & Tenorio, 2004
60. Conus attenuatus Reeve, 1844
61. Conus augur [Lightfoot], 1786
62. Conus aulicus Linnaeus, 1758
63. Conus aurantius Hwass in Bruguière, 1792
64. Conus auratinus da Motta, 1982
65. Conus aureonimbosus Petuch, 1987
66. Conus aureopunctatus Petuch, 1987
67. Conus aureus Hwass in Bruguière, 1792
68. Conus auricomus Hwass in Bruguière, 1792
69. Conus aurisiacus Linnaeus, 1758
70. Conus australis Holten, 1802
71. Conus austroviola Röckel & Korn, 1992
72. Conus axelrodi Walls, 1978
73. Conus babaensis Rolán & Röckel, 2001
74. Conus baccatus G. B. Sowerby III, 1877
75. Conus baeri Röckel & Korn, 1992
76. Conus bahamensis Vink & Röckel, 1995
77. Conus bairstowi G. B. Sowerby III, 1889
78. Conus balabacensis Filmer, 2012
79. Conus balteatus G. B. Sowerby I, 1833
80. Conus bandanus Hwass in Bruguière, 1792
81. Conus barbieri G. Raybaudi Massilia, 1995
82. Conus barthelemyi Bernardi, 1861
83. Conus bartschi G. D. Hanna & Strong, 1949
84. Conus bayani Jousseaume, 1872
85. Conus bayeri Petuch, 1987
86. Conus beatrix Tenorio, Poppe & Tagaro, 2007
87. Conus behelokensis Lauer, 1989
88. Conus belairensis Pin & Leung Tack in Pin, 1989
89. Conus belizeanus (Petuch & Sargent, 2011)
90. Conus bellocqae van Rossum, 1996
91. Conus bellulus Rolán, 1990
92. Conus bengalensis (Okutani, 1968)
93. Conus berdulinus Veillard, 1972
94. Conus bernardinoi (Cossignani, 2014)
95. Conus berschaueri (Petuch & R. F. Myers, 2014)
96. Conus bessei Petuch, 1992
97. Conus betulinus Linnaeus, 1758
98. Conus biancae Bozzetti, 2010
99. Conus biliosus (Röding, 1798)
100. Conus binghamae Petuch, 1987
101. Conus biraghii (G. Raybaudi Massilia, 1992)
102. Conus blanfordianus Crosse, 1867
103. Conus boavistensis Rolán & Fernandes, 1990
104. Conus bocagei Trovão, 1978
105. Conus boeticus Reeve, 1844
106. Conus bondarevi Röckel & G. Raybaudi Massilia, 1992
107. Conus bonfigliolii (Bozzetti, 2010)
108. Conus borgesi Trovão, 1979
109. Conus boschorum Moolenbeek & Coomans, 1993
110. Conus boui da Motta, 1988
111. Conus boutetorum Richard & Rabiller, 2013
112. Conus brianhayesi Korn, 2001
113. Conus broderipii Reeve, 1844
114. Conus bruguieri Kiener, 1846
115. Conus brunneobandatus Petuch, 1992
116. Conus brunneofilaris Petuch, 1990
117. Conus brunneu s Wood, 1828
118. Conus bruuni Powell, 1958
119. Conus bulbus Reeve, 1843
120. Conus bullatus Linnaeus, 1758
121. Conus buniatus (Bozzetti, 2013)
122. Conus burryae Clench, 1942
123. Conus buxeus (Röding, 1798)
124. Conus byssinus (Röding, 1798)
125. Conus cabraloi (Cossignani, 2014)
126. Conus cacao Ferrario, 1983
127. Conus cagarralensis (Cossignani, 2014)
128. Conus caillaudii Kiener, 1846
129. Conus calhetae Rolán, 1990
130. Conus calhetinensis (Cossignani & Fiadeiro, 2014)
131. Conus cancellatus Hwass in Bruguière, 1792
132. Conus canonicus Hwass in Bruguière, 1792
133. Conus capitanellus Fulton, 1938
134. Conus capitaneus Linnaeus, 1758
135. Conus capreolus Röckel, 1985
136. Conus caracteristicus Fischer von Waldheim, 1807
137. Conus carcellesi Martins, 1945
138. Conus cardinalis Hwass in Bruguière, 1792
139. Conus cargilei Coltro, 2004
140. Conus carioca Petuch, 1986
141. Conus carnalis G. B. Sowerby III, 1879
142. Conus castaneus Kiener, 1848
143. Conus catus Hwass in Bruguière, 1792
144. Conus cavailloni Fenaux, 1942
145. Conus caysalensis L. Raybaudi & Prati, 1994
146. Conus cebuensis Wils, 1990
147. Conus cedonulli Linnaeus, 1767
148. Conus centurio Born, 1778
149. Conus cepasi Trovão, 1975
150. Conus ceruttii Cargile, 1997
151. Conus cervus Lamarck, 1822
152. Conus chaldaeus (Röding, 1798)
153. Conus chiangi (Azuma, 1972)
154. Conus chiapponorum Lorenz, 2004
155. Conus chytreus Tryon, 1884
156. Conus ciderryi da Motta, 1985
157. Conus cinereus Hwass in Bruguière, 1792
158. Conus cingulatus Lamarck, 1810
159. Conus circumactus Iredale, 1929
160. Conus circumcisus Born, 1778
161. Conus clarus E. A. Smith, 1881
162. Conus claudiae Tenorio & Afonso, 2004
163. Conus clerii Reeve, 1844
164. Conus cloveri Walls, 1978
165. Conus cocceus Reeve, 1844
166. Conus coccineus Gmelin, 1791
167. Conus coelinae Crosse, 1858
168. Conus coffeae Gmelin, 1791
169. Conus collisus Reeve, 1849
170. Conus colmani Röckel & Korn, 1990
171. Conus colombi (Monnier & Limpalaër, 2012)
172. Conus colombianus Petuch, 1987
173. Conus coltrorum (Petuch & R. F. Myers, 2014)
174. Conus compressus G. B. Sowerby II, 1866
175. Conus conco Puillandre et al., 2015
176. Conus condei (Afonso & Tenorio, 2014)
177. Conus consors G. B. Sowerby I, 1833
178. Conus conspersus Reeve, 1844
179. Conus corallinus Kiener, 1847
180. Conus cordigera G. B. Sowerby II, 1866
181. Conus coronatus Gmelin, 1791
182. Conus cossignanii (Cossignani & Fiadeiro, 2014)
183. Conus crioulus Tenorio & Afonso, 2004
184. Conus crocatus Lamarck, 1810
185. Conus crotchii Reeve, 1849
186. Conus cumingii Reeve, 1848
187. Conus cuna Petuch, 1998
188. Conus cuneolus Reeve, 1843
189. Conus curassaviensis Hwass in Bruguière, 1792
190. Conus curralensis Rolán, 1986
191. Conus cuvieri Crosse, 1858
192. Conus cyanostoma A. Adams, 1855
193. Conus cylindraceus Broderip & G. B. Sowerby I, 1830
194. Conus dalli Stearns, 1873
195. Conus damasoi Cossignani, 2007
196. Conus damasomonteiroi (Petuch & Myers, 2014)
197. Conus damottai Trovão, 1979
198. Conus dampierensis Coomans & Filmer, 1985
199. Conus danilai Röckel & Korn, 1990
200. Conus daphne Boivin, 1864
201. Conus darkini Röckel, Korn & Richard, 1993
202. Conus daucus Hwass in Bruguière, 1792
203. Conus dayriti Röckel & da Motta, 1983
204. Conus decoratus Röckel, Rolán & Monteiro, 1980
205. Conus dedonderi (Goethaels & D. Monsecour, 2013)
206. Conus delanoyae Trovão, 1979
207. Conus delessertii Récluz, 1843
208. Conus denizi (Afonso & Tenorio, 2011)
209. Conus derrubado Rolán & Fernandes, 1990
210. Conus desidiosus A. Adams, 1853
211. Conus deynzerorum Petuch, 1995
212. Conus diadema G. B. Sowerby I, 1834
213. Conus dianthus G. B. Sowerby III, 1882
214. Conus diegoi (Cossignani, 2014)
215. Conus diminutus Trovão & Rolán, 1986
216. Conus dispar G. B. Sowerby I, 1833
217. Conus distans Hwass in Bruguière, 1792
218. Conus docensis (Cossignani & Fiadeiro, 2014)
219. Conus dominicanus Hwass in Bruguière, 1792
220. Conus donnae Petuch, 1998
221. Conus dorotheae Monnier & Limpalaër, 2010
222. Conus dorreensis Péron, 1807
223. Conus duffyi Petuch, 1992
224. Conus dusaveli (H. Adams, 1872)
225. Conus ebraeus Linnaeus, 1758
226. Conus eburneus Hwass in Bruguière, 1792
227. Conus echinophilus (Petuch, 1975)
228. Conus echo Lauer, 1989
229. Conus edaphus Dall, 1910
230. Conus ednae (Petuch, 2013)
231. Conus edwardpauli Petuch, 1998
232. Conus eldredi Morrison, 1955
233. Conus elegans G. B. Sowerby III, 1895
234. Conus eleutheraensis (Petuch, 2013)
235. Conus emaciatus Reeve, 1849
236. Conus emarginatus Reeve, 1844
237. Conus empressae Lorenz, 2001
238. Conus encaustus Kiener, 1845
239. Conus episcopatus da Motta, 1982
240. Conus ericmonnieri (Petuch & R. F. Myers, 2014)
241. Conus ermineus Born, 1778
242. Conus ernesti Petuch, 1990
243. Conus erythraeensis Reeve, 1843
244. Conus escondidai Poppe & Tagaro, 2005
245. Conus estivali Moolenbeek & Richard, 1995
246. Conus evansi Bondarev, 2001
247. Conus eversoni Petuch, 1987
248. Conus evorai Monteiro, Fernandes & Rolán, 1995
249. Conus excelsus G. B. Sowerby III, 1908
250. Conus exiguus Lamarck, 1810
251. Conus eximius Reeve, 1849
252. Conus explorator Vink, 1990
253. Conus fantasmalis Rolán, 1990
254. Conus felitae Rolán, 1990
255. Conus felix Fenzan, 2012
256. Conus fenzani (Petuch & Sargent, 2011)
257. Conus fergusoni G. B. Sowerby II, 1873
258. Conus fernandesi Tenorio, Afonso & Rolán, 2008
259. Conus ferrugineus Hwass in Bruguière, 1792
260. Conus fiadeiroi (Tenorio, Afonso, Cunha & Rolán, 2014)
261. Conus figulinus Linnaeus, 1758
262. Conus fijisulcatus Moolenbeek, Röckel & Bouchet, 2008
263. Conus filmeri Rolán & Röckel, 2000
264. Conus fischoederi Röckel & da Motta, 1983
265. Conus flamingo Petuch, 1980
266. Conus flammeacolor Petuch, 1992
267. Conus flavescens G. B. Sowerby I, 1834
268. Conus flavidus Lamarck, 1810
269. Conus flavus Röckel, 1985
270. Conus flavusalbus Rolán & Röckel, 2000
271. Conus floccatus G. B. Sowerby I, 1841
272. Conus floridulus A. Adams & Reeve, 1848
273. Conus fluviamaris (Petuch & Sargent, 2011)
274. Conus fontonae Rolán & Trovão, 1990
275. Conus fragilissimus Petuch, 1979
276. Conus franciscoi Rolán & Röckel, 2000
277. Conus frigidus Reeve, 1848
278. Conus fulmen Reeve, 1843
279. Conus fumigatus Hwass in Bruguière, 1792
280. Conus furvus Reeve, 1843
281. Conus fuscoflavus Röckel, Rolán & Monteiro, 1980
282. Conus fuscolineatus G. B. Sowerby III, 1905
283. Conus fusellinus Suter, 1917 †
284. Conus gabelishi da Motta & Ninomiya, 1982
285. Conus garciai da Motta, 1982
286. Conus garywilsoni Lorenz & Morrison, 2004
287. Conus gauguini Richard & Salvat, 1973
288. Conus generalis Linnaeus, 1767
289. Conus genuanus Linnaeus, 1758
290. Conus geographus Linnaeus, 1758
291. Conus gibsonsmithorum Petuch, 1986
292. Conus gigasulcatus Moolenbeek, Röckel & Bouchet, 2008
293. Conus gilberti (Bozzetti, 2012)
294. Conus gilvus Reeve, 1849
295. Conus giorossii Bozzetti, 2005
296. Conus gladiator Broderip, 1833
297. Conus glans Hwass in Bruguière, 1792
298. Conus glaucus Linnaeus, 1758
299. Conus glenni Petuch, 1993
300. Conus glicksteini Petuch, 1987
301. Conus gloriakiiensis Kuroda & Itô, 1961
302. Conus gloriamaris Chemnitz, 1777
303. Conus glorioceanus Poppe & Tagaro, 2009
304. Conus goajira Petuch, 1992
305. Conus gondwanensis Röckel & Moolenbeek, 1995
306. Conus gonsalensis (Cossignani & Fiadeiro, 2014)
307. Conus gonsaloi (Afonso & Tenorio, 2014)
308. Conus goudeyi (Monnier & Limpalaër, 2012)
309. Conus gradatulus Weinkauff, 1875
310. Conus gradatus W. Wood, 1828
311. Conus grahami Röckel, Cosel & Burnay, 1980
312. Conus granarius Kiener, 1847
313. Conus grangeri G. B. Sowerby III, 1900
314. Conus granulatus Linnaeus, 1758
315. Conus granum Röckel & Fischöder, 1985
316. Conus gratacapii Pilsbry, 1904
317. Conus guanche Lauer, 1993
318. Conus gubernator Hwass in Bruguière, 1792
319. Conus guinaicus Hwass in Bruguière, 1792
320. Conus habui Lan, 2002
321. Conus hamamotoi Yoshiba & Koyama, 1984
322. Conus hamanni Fainzilber & Mienis, 1986
323. Conus hanshassi (Lorenz & Barbier, 2012)
324. Conus harasewychi Petuch, 1987
325. Conus harlandi Petuch, 1987
326. Conus havanensis Aguayo & Pérez Farfante, 1947
327. Conus hazinorum (Petuch & Myers, 2014)
328. Conus helgae Blöcher, 1992
329. Conus henckesi Coltro, 2004
330. Conus hendersoni Marwick, 1931 †
331. Conus hennequini Petuch, 1993
332. Conus herndli (Petuch & R. F. Myers, 2014)
333. Conus hieroglyphus Duclos, 1833
334. Conus hilli Petuch, 1990
335. Conus hirasei (Kuroda, 1956)
336. Conus hivanus Moolenbeek, Zandbergen & Bouchet, 2008
337. Conus honkeri Petuch, 1988
338. Conus honkerorum (Petuch & R. F. Myers, 2014)
339. Conus huttoni (Tate, 1890) †
340. Conus hyaena Hwass in Bruguière, 1792
341. Conus hybridus Kiener, 1847
342. Conus ignotus Cargile, 1998
343. Conus immelmani Korn, 1998
344. Conus imperialis Linnaeus, 1758
345. Conus inconstans E. A. Smith, 1877
346. Conus indomaris (Bozzetti, 2014)
347. Conus inesae (Monteiro et al., 2014)
348. Conus infinitus Rolán, 1990
349. Conus infrenatus Reeve, 1848
350. Conus inscriptus Reeve, 1843
351. Conus iodostoma Reeve, 1843
352. Conus irregularis G. B. Sowerby II, 1858
353. Conus isabelarum Tenorio & Afonso, 2004
354. Conus jacarusoi Petuch, 1998
355. Conus janowskyae (Tucker & Tenorio, 2011)
356. Conus janus Hwass in Bruguière, 1792
357. Conus jaspideus Gmelin, 1791
358. Conus jickelii Weinkauff, 1873
359. Conus jorioi (Petuch, 2013)
360. Conus josephinae Rolán, 1980
361. Conus joserochoi (Cossignani, 2014)
362. Conus jourdani da Motta, 1984
363. Conus jucundus G. B. Sowerby III, 1887
364. Conus judaeus Bergh, 1895
365. Conus julieandreae Cargile, 1995
366. Conus julii Lienard, 1870
367. Conus kaiserae (Tenorio, Tucker & Chaney, 2012)
368. Conus kalafuti da Motta, 1987
369. Conus kawamurai Habe, 1962
370. Conus kermadecensis Iredale, 1912; Conus (Lividoconus) kermadecensis Iredale, 1912
371. Conus kersteni Tenorio, Afonso & Rolán, 2008
372. Conus kerstitchi Walls, 1978
373. Conus kevani Petuch, 1987
374. Conus kiicumulus (Azuma, 1982)
375. Conus kinoshitai (Kuroda, 1956)
376. Conus kintoki Habe & Kosuge, 1970
377. Conus kirkandersi Petuch, 1987
378. Conus klemae (Cotton, 1953)
379. Conus kohni McLean & Nybakken, 1979
380. Conus korni G. Raybaudi Massilia, 1993
381. Conus kostini Filmer, Monteiro, Lorenz & Verdasca, 2012
382. Conus koukae (Monnier, Limpalaër & Robin, 2013)
383. Conus kremerorum Petuch, 1988
384. Conus kuiperi Moolenbeek, 2006
385. Conus kulkulcan Petuch, 1980
386. Conus kuroharai (Habe, 1965)
387. Conus lamberti Souverbie, 1877
388. Conus largilliertii Kiener, 1847
389. Conus laterculatus G. B. Sowerby II, 1870
390. Conus laueri (Monnier & Limpalaër, 2013)
391. Conus lecourtorum (Lorenz, 2011)
392. Conus leekremeri Petuch, 1987
393. Conus legatus Lamarck, 1810
394. Conus lemniscatus Reeve, 1849
395. Conus lenavati da Motta & Röckel, 1982
396. Conus leobottonii Lorenz, 2006
397. Conus leobrerai da Motta & Martin, 1982
398. Conus leopardus (Röding, 1798)
399. Conus levis (Bozzetti, 2012)
400. Conus levistimpsoni (Tucker, 2013)
401. Conus leviteni (Tucker, Tenorio & Chaney, 2011)
402. Conus lienardi Bernardi & Crosse, 1861
403. Conus lightbourni Petuch, 1986
404. Conus limpusi Röckel & Korn, 1990
405. Conus lindae Petuch, 1987
406. Conus lineopunctatus Kaicher, 1977
407. Conus lischkeanus Weinkauff, 1875
408. Conus litoglyphus Hwass in Bruguière, 1792
409. Conus litteratus Linnaeus, 1758
410. Conus lividus Hwass in Bruguière, 1792
411. Conus lizardensis Crosse, 1865
412. Conus lobitensis Kaicher, 1977
413. Conus locumtenens Blumenbach, 1791
414. Conus lohri Kilburn, 1972
415. Conus longilineus Röckel, Rolán & Monteiro, 1980
416. Conus lozeti Richard, 1980
417. Conus lucasi (Bozzetti, 2010)
418. Conus lucaya Petuch, 2000
419. Conus luciae Moolenbeek, 1986
420. Conus lucidus W. Wood, 1828
421. Conus lugubris Reeve, 1849
422. Conus luquei Rolán & Trovão, 1990
423. Conus luteus G. B. Sowerby I, 1833
424. Conus lynceus G. B. Sowerby II, 1858
425. Conus maculiferus G. B. Sowerby I, 1833
426. Conus madagascariensis G. B. Sowerby II, 1858
427. Conus madecassinus (Bozzetti, 2012)
428. Conus magellanicus Hwass in Bruguière, 1792
429. Conus magnificus Reeve, 1843
430. Conus magnottei Petuch, 1987
431. Conus magus Linnaeus, 1758
432. Conus mahogani Reeve, 1843
433. Conus maioensis Trovão, Rolán & Félix-Alves, 1990
434. Conus malacanus Hwass in Bruguière, 1792
435. Conus maldivus Hwass in Bruguière, 1792
436. Conus mappa [Lightfoot], 1786
437. Conus marchionatus Hinds, 1843
438. Conus marcocastellazzii (Cossignani & Fiadeiro, 2014)
439. Conus mariaodeteae (Petuch & Myers, 2014)
440. Conus marielae Rehder & Wilson, 1975
441. Conus marileeae (Harasewych, 2014)
442. Conus marinae (Petuch & Myers, 2014)
443. Conus marmoreus Linnaeus, 1758
444. Conus martensi E. A. Smith, 1884
445. Conus martinianus Reeve, 1844
446. Conus maya (Petuch & Sargent, 2011)
447. Conus mcbridei Lorenz, 2005
448. Conus medoci Lorenz, 2004
449. Conus medvedevi (Monteiro et al., 2014)
450. Conus melissae Tenorio, Afonso & Rolán, 2008
451. Conus melvilli G. B. Sowerby III, 1879
452. Conus mercator Linnaeus, 1758
453. Conus messiasi Rolán & Fernandes, 1990
454. Conus micropunctatus Rolán & Röckel, 2000
455. Conus miles Linnaeus, 1758
456. Conus milesi E. A. Smith, 1887
457. Conus miliaris Hwass in Bruguière, 1792
458. Conus milneedwardsi Jousseaume, 1894
459. Conus mindanus Hwass in Bruguière, 1792
460. Conus miniexcelsus Olivera & Biggs, 2010
461. Conus minnamurra (Garrard, 1961)
462. Conus miruchae Röckel, Rolán & Monteiro, 1980
463. Conus mitratus Hwass in Bruguière, 1792
464. Conus moluccensis Küster, 1838
465. Conus monachus Linnaeus, 1758
466. Conus moncuri Filmer, 2005
467. Conus monile Hwass in Bruguière, 1792
468. Conus monilifer Broderip, 1833
469. Conus moolenbeeki Filmer, 2011
470. Conus mordeirae Rolán & Trovão, 1990
471. Conus moreleti Crosse, 1858
472. Conus morrisoni G. Raybaudi Massilia, 1991
473. Conus morroensis (Cossignani & Fiadeiro, 2014)
474. Conus mozambicus Hwass in Bruguière, 1792
475. Conus mucronatus Reeve, 1843
476. Conus mulderi Fulton, 1936
477. Conus muriculatus G. B. Sowerby I, 1833
478. Conus mus Hwass in Bruguière, 1792
479. Conus musicus Hwass in Bruguière, 1792
480. Conus mustelinus Hwass in Bruguière, 1792
481. Conus namocanus Hwass in Bruguière, 1792
482. Conus nanus G. B. Sowerby I, 1833
483. Conus naranjus Trovão, 1975
484. Conus natalaurantius (S. G. Veldsman, 2013)
485. Conus natalis G. B. Sowerby II, 1858
486. Conus navarroi Rolán, 1986
487. Conus negroides Kaicher, 1977
488. Conus nelsontiagoi (Cossignani & Fiadeiro, 2014)
489. Conus neptunus Reeve, 1843
490. Conus niederhoeferi (Monnier, Limpalaër & Lorenz, 2012)
491. Conus nielsenae Marsh, 1962
492. Conus nigromaculatus Röckel & Moolenbeek, 1992
493. Conus nigropunctatus G. B. Sowerby II, 1858
494. Conus nimbosus Hwass in Bruguière, 1792
495. Conus nobilis Linnaeus, 1758
496. Conus nobrei Trovão, 1975
497. Conus nocturnus [Lightfoot], 1786
498. Conus nodulosus G. B. Sowerby II, 1864
499. Conus nucleus Reeve, 1848
500. Conus nussatella Linnaeus, 1758
501. Conus nux Broderip, 1833
502. Conus nybakkeni (Tenorio, Tucker & Chaney, 2012)
503. Conus obscurus G. B. Sowerby I, 1833
504. Conus ochroleucus Gmelin, 1791
505. Conus ogum (Petuch & R. F. Myers, 2014)
506. Conus oishii (Shikama, 1977)
507. Conus olgiatii Bozzetti, 2007
508. Conus omaria Hwass in Bruguière, 1792
509. Conus orion Broderip, 1833
510. Conus ortneri Petuch, 1998
511. Conus ostrinus (Tucker & Tenorio, 2011)
512. Conus papilliferus G. B. Sowerby I, 1834
513. Conus papuensis Coomans & Moolenbeek, 1982
514. Conus paraguana Petuch, 1987
515. Conus parascalaris Petuch, 1987
516. Conus parius Reeve, 1844
517. Conus parvatus Walls, 1979
518. Conus paschalli Petuch, 1998
519. Conus patae Abbott, 1971
520. Conus patglicksteinae Petuch, 1987
521. Conus patriceae (Petuch & R. F. Myers, 2014)
522. Conus patricius Hinds, 1843
523. Conus paukstisi (Tucker, Tenorio & Chaney, 2011)
524. Conus paulae Petuch, 1988
525. Conus paumotu Rabiller & Richard, 2014
526. Conus pauperculus G. B. Sowerby I, 1834
527. Conus peli Moolenbeek, 1996
528. Conus penchaszadehi Petuch, 1986
529. Conus pennaceus Born, 1778
530. Conus pergrandis (Iredale, 1937)
531. Conus perplexus G. B. Sowerby II, 1857
532. Conus pertusus Hwass in Bruguière, 1792
533. Conus petergabrieli Lorenz, 2006
534. Conus petuchi (Monteiro et al., 2014)
535. Conus philippii Kiener, 1847
536. Conus pica A. Adams & Reeve, 1848
537. Conus pictus Reeve, 1843
538. Conus pineaui Pin & Leung Tack, 1989
539. Conus planiliratus G. B. Sowerby I, 1850 †
540. Conus planorbis Born, 1778
541. Conus platensis Frenguelli, 1946 †
542. Conus plinthis Richard & Moolenbeek, 1988
543. Conus polongimarumai Kosuge, 1980
544. Conus pomareae (Monnier & Limpalaër, 2014)
545. Conus pomponeti (Petuch & Myers, 2014)
546. Conus poormani Berry, 1968
547. Conus poremskii (Petuch & R. F. Myers, 2014)
548. Conus portobeloensis Petuch, 1990
549. Conus poulosi Petuch, 1993
550. Conus praecellens A. Adams, 1855
551. Conus pretiosus G. Nevill & H. Nevill, 1874
552. Conus primus Röckel & Korn, 1990
553. Conus princeps Linnaeus, 1758
554. Conus priscai (Bozzetti, 2012)
555. Conus proximus G. B. Sowerby II, 1860
556. Conus pseudaurantius Vink & Cosel, 1985
557. Conus pseudimperialis Moolenbeek, Zandbergen & Bouchet, 2008
558. Conus pseudoarmoricus P. Marshall & R. Murdoch, 1920 †
559. Conus pseudocardinalis Coltro, 2004
560. Conus pseudocuneolus Röckel, Rolán & Monteiro, 1980
561. Conus pseudonivifer Monteiro, Tenorio & Poppe, 2004
562. Conus pulcher [Lightfoot], 1786
563. Conus pulicarius Hwass in Bruguière, 1792
564. Conus puncticulatus Hwass in Bruguière, 1792
565. Conus purissimus Filmer, 2011
566. Conus purpurascens G. B. Sowerby I, 1833
567. Conus pusio Hwass in Bruguière, 1792
568. Conus queenslandis da Motta, 1984
569. Conus quercinus [Lightfoot], 1786
570. Conus quiquandoni Lorenz & Barbier, 2008
571. Conus rachelae Petuch, 1988
572. Conus radiatus Gmelin, 1791
573. Conus ranonganus da Motta, 1978
574. Conus rattus Hwass in Bruguière, 1792
575. Conus raulsilvai Rolán, Monteiro & Fernandes, 1998
576. Conus rawaiensis da Motta, 1978
577. Conus recluzianus Bernardi, 1853
578. Conus recurvus Broderip, 1833
579. Conus reductaspiralis Walls, 1979
580. Conus regius Gmelin, 1791
581. Conus regonae Rolán & Trovão, 1990
582. Conus regularis G. B. Sowerby I, 1833
583. Conus retifer Menke, 1829
584. Conus richardbinghami Petuch, 1993
585. Conus richardsae Röckel & Korn, 1992
586. Conus richeri Richard & Moolenbeek, 1988
587. Conus ritae Petuch, 1995
588. Conus rizali Olivera & Biggs, 2010
589. Conus roatanensis (Petuch & Sargent, 2011)
590. Conus robini (Limpalaër & Monnier, 2012)
591. Conus roeckeli Rolán, 1980
592. Conus rolani Röckel, 1986
593. Conus rosalindensis Petuch, 1998
594. Conus rosemaryae Petuch, 1990
595. Conus roseorapum G. Raybaudi & da Motta, 1990
596. Conus rouxi (Monnier, Limpalaër & Robin, 2013)
597. Conus royaikeni (S. G. Veldsman, 2010)
598. Conus rufimaculosus Macpherson, 1959
599. Conus ruthae (Monnier & Limpalaër, 2013)
600. Conus rutilus Menke, 1843
601. Conus sagei Korn & G. Raybaudi Massilia, 1993
602. Conus sahlbergi da Motta & Harland, 1986
603. Conus salletae (Cossignani, 2014)
604. Conus salreiensis Rolán, 1980
605. Conus salzmanni G. Raybaudi Massilia & Rolán, 1997
606. Conus sanderi Wils & Moolenbeek, 1979
607. Conus sandwichensis Walls, 1978
608. Conus sanguineus Kiener, 1850
609. Conus sanguinolentus Quoy & Gaimard, 1834
610. Conus santanaensis (Afonso & Tenorio, 2014)
611. Conus santinii (Monnier & Limpalaër, 2014)
612. Conus saragasae Rolán, 1986
613. Conus sargenti (Petuch, 2013)
614. Conus sartii Korn, Niederhöfer & Blöcher, 2002
615. Conus sazanka Shikama, 1970
616. Conus scalaris Valenciennes, 1832
617. Conus scalarispira (Bozzetti, 2012)
618. Conus scalarissimus da Motta, 1988
619. Conus scalptus Reeve, 1843
620. Conus scariphus Dall, 1910
621. Conus scopulorum van Mol, Tursch & Kempf, 1971
622. Conus scottjordani (Poppe, Monnier & Tagaro, 2012)
623. Conus sculletti Marsh, 1962
624. Conus sculpturatus Röckel & da Motta, 1986
625. Conus sennottorum Rehder & Abbott, 1951
626. Conus serranegrae Rolán, 1990
627. Conus sertacinctus Röckel, 1986
628. Conus shaskyi (Tenorio, Tucker & Chaney, 2012)
629. Conus shikamai Coomans, Moolenbeek & Wils, 1985
630. Conus silviae (Cossignani, 2014)
631. Conus simonei (Petuch & R. F. Myers, 2014)
632. Conus skoglundae (Tenorio, Tucker & Chaney, 2012)
633. Conus sogodensis (Poppe, Monnier & Tagaro, 2012)
634. Conus solangeae Bozzetti, 2004
635. Conus solidus Gmelin, 1791
636. Conus solomonensis Delsaerdt, 1992
637. Conus spectrum Linnaeus, 1758
638. Conus sphacelatus G. B. Sowerby I, 1833
639. Conus spiceri Bartsch & Rehder, 1943
640. Conus splendidulus G. B. Sowerby I, 1833
641. Conus sponsalis Hwass in Bruguière, 1792
642. Conus spurius Gmelin, 1791
643. Conus stanfieldi Petuch, 1998
644. Conus stearnsii Conrad, 1869
645. Conus stercusmuscarum Linnaeus, 1758
646. Conus stimpsoni Dall, 1902
647. Conus stramineus Lamarck, 1810
648. Conus straturatus G. B. Sowerby II, 1865
649. Conus striatellus Link, 1807
650. Conus striatus Linnaeus, 1758
651. Conus striolatus Kiener, 1848
652. Conus stupa (Kuroda, 1956)
653. Conus stupella (Kuroda, 1956)
654. Conus suduirauti Raybaudi Massilia, 2004
655. Conus sugimotonis Kuroda, 1928
656. Conus sukhadwalai Röckel & da Motta, 1983
657. Conus sulcatus Hwass in Bruguière, 1792
658. Conus sulcocastaneus Kosuge, 1981
659. Conus sunderlandi Petuch, 1987
660. Conus suratensis Hwass in Bruguière, 1792
661. Conus sutanorcum Moolenbeek, Röckel & Bouchet, 2008
662. Conus suturatus Reeve, 1844
663. Conus swainsoni Estival & Cosel, 1986
664. Conus swinneni (Tenorio, Afonso, Cunha & Rolán, 2014)
665. Conus sydneyensis G. B. Sowerby III, 1887
666. Conus tabidus Reeve, 1844
667. Conus tacomae Boyer & Pelorce, 2009
668. Conus taeniatus Hwass in Bruguière, 1792
669. Conus tagaroae (Limpalaër & Monnier, 2013)
670. Conus tarava Rabiller & Richard, 2014
671. Conus taslei Kiener, 1850
672. Conus telatus Reeve, 1848
673. Conus tenuilineatus Rolán & Röckel, 2001
674. Conus tenuistriatus G. B. Sowerby II, 1858
675. Conus teodorae Rolán & Fernandes, 1990
676. Conus terebra Born, 1778
677. Conus terryni Tenorio & Poppe, 2004
678. Conus tessulatus Born, 1778
679. Conus tethys (Petuch & Sargent, 2011)
680. Conus textile Linnaeus, 1758
681. Conus thalassiarchus G. B. Sowerby I, 1834
682. Conus theodorei Petuch, 2000
683. Conus therriaulti (Petuch, 2013)
684. Conus thevenardensis da Motta, 1987
685. Conus thomae Gmelin, 1791
686. Conus thorae Finlay, 1927 †
687. Conus tiaratus G. B. Sowerby I, 1833
688. Conus timorensis Hwass in Bruguière, 1792
689. Conus tinianus Hwass in Bruguière, 1792
690. Conus tirardi Röckel & Moolenbeek, 1996
691. Conus tisii T. C. Lan, 1978
692. Conus tonisii (Petuch & Myers, 2014)
693. Conus tornatus G. B. Sowerby I, 1833
694. Conus tostesi Petuch, 1986
695. Conus traillii A. Adams, 1855
696. Conus trencarti Nolf & Verstraeten, 2008
697. Conus tribblei Walls, 1977
698. Conus trigonicus Tomlin, 1937 †
699. Conus trigonus Reeve, 1848
700. Conus tristensis Petuch, 1987
701. Conus trochulus Reeve, 1844
702. Conus troendlei Moolenbeek, Zandbergen & Bouchet, 2008
703. Conus trovaoi Rolán & Röckel, 2000
704. Conus tulipa Linnaeus, 1758
705. Conus tuticorinensis Röckel & Korn, 1990
706. Conus typhon Kilburn, 1975
707. Conus umbelinae (Cossignani & Fiadeiro, 2014)
708. Conus unifasciatus Kiener, 1850
709. Conus urashimanus Kuroda & Itô, 1961
710. Conus vanhyningi Rehder, 1944
711. Conus vanvilstereni (Moolenbeek & Zandbergen, 2013)
712. Conus vappereaui Monteiro, 2009
713. Conus variegatus Kiener, 1848
714. Conus varius Linnaeus, 1758
715. Conus vautieri Kiener, 1847
716. Conus vayssierei Pallary, 1906
717. Conus velaensis Petuch, 1993
718. Conus venezuelanus Petuch, 1987
719. Conus ventricosus Gmelin, 1791
720. Conus venulatus Hwass in Bruguière, 1792
721. Conus verdensis Trovão, 1979
722. Conus vexillum Gmelin, 1791
723. Conus victoriae Reeve, 1843
724. Conus vicweei Old, 1973
725. Conus vidua Reeve, 1843
726. Conus vikingorum Petuch, 1993
727. Conus villepinii P. Fischer & Bernardi, 1857
728. Conus viola Cernohorsky, 1977
729. Conus violaceus Gmelin, 1791
730. Conus virgatus Reeve, 1849
731. Conus virgo Linnaeus, 1758
732. Conus visagenus Kilburn, 1974
733. Conus visseri Delsaerdt, 1990
734. Conus vittatus Hwass in Bruguière, 1792
735. Conus voluminalis Reeve, 1843
736. Conus vulcanus Tenorio & Afonso, 2004
737. Conus wallacei (Lorenz & Morrison, 2004)
738. Conus wallangra (Garrard, 1961)
739. Conus wandae (Cossignani, 2014)
740. Conus wendrosi (Tenorio & Afonso, 2013)
741. Conus wilsi Delsaerdt, 1998
742. Conus wittigi Walls, 1977
743. Conus xanthicus Dall, 1910
744. Conus xanthocinctus Petuch, 1986
745. Conus xicoi Röckel, 1987
746. Conus ximenes Gray, 1839
747. Conus yemenensis Bondarev, 1997
748. Conus zandbergeni Filmer & Moolenbeek, 2010
749. Conus zapatosensis Röckel, 1987
750. Conus zebra Lamarck, 1810
751. Conus zebroides Kiener, 1848
752. Conus zeylanicus Gmelin, 1791
753. Conus ziczac Mühlfeld, 1816
754. Conus zinhoi (Cossignani, 2014)
755. Conus zonatus Hwass in Bruguière, 1792
756. Conus zylmanae Petuch, 1998